# Црногорска војска у Италији
У Италији су се налазиле црногорске трупе, концентрисане у неколико логopа, које је италијанска влада (на основу конвенције од 30. априла 1919, закључене са црногорском емигрантском владом) издржавала и обучавала. Ове јединице су биле, формиране од политичких присталица краља Николе, а требало је да послуже као средство за остваривање планова краља Николе и црногрске емигрантске владе. Ти планови су за крајњи циљ имали углавном рестаурацију самосталне црногорске државе. Италија је указивала гостопримство црногорској влади и уопште црногорcкој емиграцији и предузимала дипломатске кораке ради рестаурације црногорске државе из посебних, династичких, разлога (родбинска веза династија Петровић — Савоја) и, још више, што је на тај начин вршила директан притисак на Београд, у циљу остварења својих империјалистичких планова на Балкану. Потписивањем Рапалског уговора италијанска влада се обавезала да распусти црногорске војне логоре у Италији и да напусти своју дотадашњу политику у погледу рестаурације Црне Горе. То је Италија и учинила, пошто јој је смрћу краља Николе (1. III 1921) извршење њених обавеза, преузетих Рапалским уговором, било и олакшано. 24. марта 1921. године црногорска војска у Италији је разоружана, а 1. јуна исте године потпуно ликвидирана; одмах затим италијанска влада је отказала помоћ влади Јована Пламенца.